# ميتزي غرين
ميتزي غرين (بالإنجليزية: Mitzi Green)‏ هي ممثلة أمريكية، ولدت في 22 أكتوبر 1920 بذا برونكس في الولايات المتحدة، وتوفيت في 24 مايو 1969 بشاطئ هنتنغتون في الولايات المتحدة بسبب سرطان.

## أعمال

### أفلام
- (1931) سكيبي

## وصلات خارجية
- ميتزي غرين على موقع IMDb (الإنجليزية)
- ميتزي غرين على موقع روتن توميتوز (الإنجليزية)
- ميتزي غرين على موقع أول موفي (الإنجليزية)
- ميتزي غرين على موقع قاعدة بيانات برودواي على الإنترنت (الإنجليزية)
- ميتزي غرين على موقع قاعدة بيانات الأفلام السويدية (السويدية)
- ميتزي غرين على موقع قاعدة بيانات الفيلم (الإنجليزية)